# (100199) 1994 EF4
(100199) 1994 EF4 es un asteroide perteneciente al cinturón de asteroides, descubierto el 4 de marzo de 1994 por el equipo del Spacewatch desde el Observatorio Nacional de Kitt Peak, Arizona, Estados Unidos.